# シーター (小惑星)
シーター (244 Sita) は小惑星帯のフローラ族に位置する小惑星である。1884年10月14日、シレジア（現在はチェコ）出身のオーストリアの天文学者ヨハン・パリサがウィーン天文台で発見した。
インドの叙事詩『ラーマーヤナ』のヒロイン、シーターに因んで命名された。